# Улица Арам (Јереван)
Улица Арам (јерм. Արամի Փողոց) налази се у округу Кентрон у Јеревану, главном граду Јерменије. Улица носи име по Араму Манукијуану, вође Опсаде Вана 1915. године и једног од оснивача Прве Јеменске Републике. Улица Арам представља једну од најстаријих улица у модерном Јеревану и почиње од улице Кањан на југоистоку и иде до авеније Машоц на северозападу, дуж јереванске пијаце на отвореном Вернисаж, Националне галерије Јерменије и парка Мисак Манучијан.

## Историја
Улица је отворена 1837. године и названа је Царска улица у част цара Николаја I који је посетио град током тог периода. Године 1919, након смрти првог министра унутрашњих послова Јерменије Арама Манукијана, улица је званично преименована и понела име по њему. Када је Јерменија пала у совјетске руке, комунисти су променили име улице и дали јој назив по бољшевичком активисти Сурену Спандарјану 1921. године. Ипак, након што је Јерменија 1991. године стекла независност, враћено је првобитно име улици, само краћи облик њега, тако да је улица од тада понела име улица Арам.
Између 1917. и 1919. године, Арам Манукијан је живео у згради која се налазила у улици Арам број 9. Зграда, која је припадала Фадеју Калантарјану, датира из 1910. године и дизајнирана је од стране архитекте Бориса Мерабијана.
Улица Арам је била дом великом броју старих и традиционалних зграда у Јеревану. Међутим, након што је Јерменија стекла независност 1991. године, већина историјских зграда у улици је или у потпуности уништена или трансформисана у модерне стамбене зграде доградњом додатних спратова. Сачувано је свега неколико грађевина, углавном у делу који се протеже од улица Абовјан до авеније Машоц.

## Пројекат „Стари Јереван”
Године 2005, Градско веће Јеревана предложило је план обнове старих зграда у улици Арам у оквиру пројекта „Стари Јереван”. Иницијални план је подразумевао обнову историјских грађевина у делу улице између улице Абовјан и парка Машоц, укупне дужине 320 метара.
Ипак, реализација предложеног плана је пролонгирана неколико година због недостатка финансијских средстава. Буџетирани износ инвестиције за овај пројекат био је око 150 милиона долара, а планирано је било да радови трају између три и пет година.
Априла 2013. године, пројекат је оживео тако што је покренут процес реконструкције неких старих зграда. На основу ревидираног плана, пројекат „Стари Јереван” ће бити имплементиран у складу са главним планом Јеревана. Према томе, рехабилитована територија ће створити урбано окружење које ће истакнути историјску сцену Јеревана, комерцијално и културно интегрисану у савремени живот града.

## Објекти
У улици Арам се налазе следећи објекти:
- Једна од зграда владе
- Парк хачкара и споменик Гарегину Нџеу
- Метро станица Трг републике
- Истраживачки центар за здравље мајке и детета
- Институт за филозофију, социологију и право

## Саобраћај
Улица Арам је део пешачке зоне града и има две траке. На улици се налази станица метроа Трг републике. Улица је затворена за аутобусе и друге врсте јавног превоза.

## Галерија
- Остаци куће у којој је живео Арам Манукијан у периоду 1917—1919. године
- Парк хачкара. У позадини — владина зграда број 3
- Зграда Истраживачког центра за здравље мајке и детета
- Тржни центар
- Институт за филозофију, социологију и право
- Једна од старих зграда у улици
- Стамбена зграда у улици Арам